# مشتركات
المشتركات (الاسم العلمي: Hamamelidaceae) وتعرف عادًة باسم بندق الساحرة، فصيلة نباتات مُزهرة من رتبة كاسريات الحجر. تتكون الفصيلة من شجيرات وأشجار صغيرة.